# 성우전자
성우전자(Sungwoo Electronics Co. Ltd.)는 대한민국의 기업이다. 본사는 경기도 안산시 단원구 번영로 68 (성곡동 715-8 시화공단 4마 606)에 위치해 있으며 대표이사는 조성면이다.

## 상장
2007년 10월 12일에 공모가 11,000원에 코스닥 시장에 상장하였다.

## 참고문헌
1. ↑  성우전자, 거래량↑... 그 외 종목은?, 아이투자, 2023-02-20
2. ↑  성우전자, 애플페이 독자기술 EMV 방식...EMV 금융IC 솔루션 개발, 서울경제, 2023-02-20
3. ↑  대덕전자 주가 다시 치고 나가나...스마트폰 시장 지속 성장, 핀포인트뉴스, 2023-12-09